# Aralia lihengiana
Aralia lihengiana är en araliaväxtart som beskrevs av J.Wen, L.L.Deng och X.C.Shi. Aralia lihengiana ingår i släktet Aralia och familjen Araliaceae. Inga underarter finns listade.